# Dikasterium pro blahořečení a svatořečení
Dikasterium pro blahořečení a svatořečení (latinsky Dicasterium de causis sanctorum) je součástí římské kurie, která má na starost zkoumání a prověřování kauz blahořečení a svatořečení.

## Historie a současnost
Kongregace pro blahořečení a svatořečení byla založena dne 8. května 1969 papežem Pavlem VI. pod názvem Posvátná Kongregace pro blahořečení a svatořečení. Papež tehdy rozdělil Posv. kongregaci obřadů (zal. 1588) na dvě: pro svatořečení a pro bohoslužbu a svátosti. Prvním prefektem se stal kardinál Paolo Bertoli a prvním sekretářem Ferdinando Giuseppe Antonelli, O.F.M. titulární arcibiskup Idicraský. Roku 1984 byla přejmenována na Kongregaci pro blahořečení a svatořečení. Papež František apoštolskou konstitucí Praedicate Evangelium k 5. červnu 2022 změnil název této organizace na "Dikasterium pro blahořečení a svatořečení".

## Úkoly tohoto dikasteria
Úkolem dikasteria je shromažďovat informace o daných osobách, u kterých probíhá proces svatořečení nebo blahořečení. Prefekt při soukromé audienci u papeže navrhuje uznání zázraků uzdravení nebo hrdinských ctností. Předtím je ale ještě přezkoumala historická komise, komise kardinálů a biskupů a komise teologická.

### Komise pro nové mučedníky - svědky víry
Dne 3. července 2023 zřídil papež František v souvislosti nadcházejícího Svatého roku 2025 novou komisi přidruženou k Dikasterium pro blahořečení a svatořečení. Tato komise má za úkol sepsat katalog všech kteří prolili krev za Ježíše Krista a vydali tím svědectví evangelia. Tento katalog bude zahrnovat nové mučedníky patřící ke katolické církvi ale i k ostatním křesťanským denominacím.
- Předseda komise: arcibiskup Fabio Fabene
- Místopředseda: prof. Andrea Riccardi
- Sekretář: Mons. Marco Gnavi